# Virginia-Plan

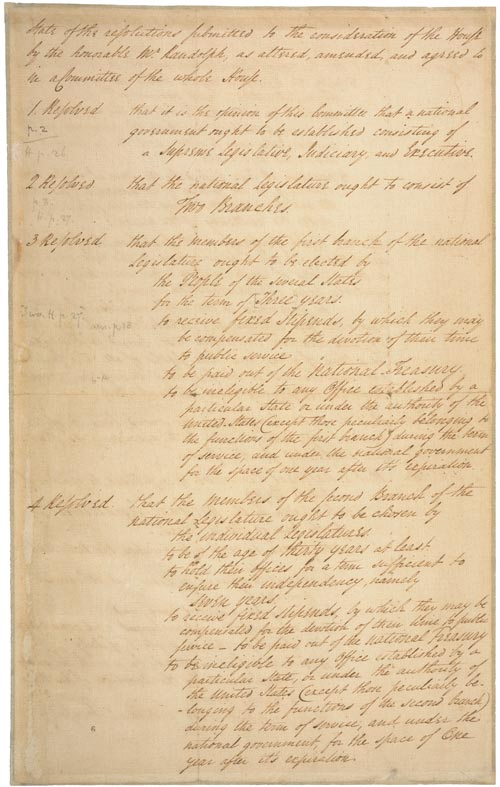
Virginia-Plan, Frontseite

Der Virginia-Plan war ein Entwurf, der während des Verfassungskonvents der Vereinigten Staaten von Amerika im Jahre 1787 als Diskussionsbasis diente. Nachdem die Konföderationsartikel als Verfassung zu scheitern drohten, berieten sich 55 Delegierte von zwölf der 13 Staaten (Rhode Island verweigerte die Teilnahme) in einer gemeinsamen Versammlung in Philadelphia über die zukünftige Organisation des Staatenbundes. Der Virginia-Plan bestand aus 15 Einzelvorschlägen, die jeweils einen bestimmten Aspekt des Regierungssystems ansprachen. Der Plan erhielt seinen Namen durch Edmund Randolph, Delegierter des Staates Virginia, der ihn während der Versammlung vorstellte und auch als Erster den Vorschlag aufbrachte, eine völlig neue Verfassung auszuarbeiten – ursprünglich war nur eine Revision der Konföderationsartikel vorgesehen.
Eines der Hauptmerkmale des Virginia-Plans und auch eine der umstrittensten Fragen während der Versammlung, lag in der Gestaltung der Legislative. Der Plan sah ein Zweikammersystem vor, bei dem beide Kammern im Verhältnis zur Einwohnerzahl gewählt werden sollten. Die Bevölkerung der einzelnen Bundesstaaten würde dabei das Unterhaus direkt wählen, welches wiederum die Mitglieder des Oberhauses wählen würden. Kritisiert wurde dieser Vorschlag insbesondere von den bevölkerungsschwächeren Bundesstaaten, die darin einen Machtverlust innerhalb der Zentralregierung fürchteten. Als Gegenvorschlag legten sie den New-Jersey-Plan vor.
Die Lösung des Konflikts fand sich nach langen Debatten im Connecticut-Kompromiss, der ebenfalls zwei Kammern vorsah. Das Unterhaus sollte aus direkt vom Volk gewählten Vertretern bestehen (das heutige Repräsentantenhaus). Im Oberhaus sollte jeder Bundesstaat mit genau zwei von ihnen ernannten Delegierten vertreten sein (der heutige Senat). Seit Verabschiedung des 17. Zusatzartikels 1913 werden auch die Senatoren direkt gewählt.

## Weblink
- Inhalt des Virginia-Plans nach einem Bericht von James Madison (engl.)